# Flashdance... What a Feeling
« What a Feeling » redirige ici. Pour les autres significations, voir What a Feeling (homonymie).
Singles de Irene Cara
Out Here on My Own
(1980) Why Me?
(1983)
Pistes de What a Feelin'
The Dream (Hold On To Your Dream) Romance '83
Flashdance... What a Feeling est une chanson de 1983, extraite de la bande originale du film Flashdance, écrite par Giorgio Moroder, Keith Forsey et Irene Cara et interprétée par cette dernière.

## Historique
Le thème semble plus qu'inspiré de la chanson Backstreet Lover d'Allen Toussaint interprétée par Ernie K Doe en 1970[réf. nécessaire].
La chanson remporte l'Oscar de la meilleure chanson originale en 1984.
En France, le single s'est écoulé à plus de 1 300 000 exemplaires et est certifié disque de platine.
En 2004, la chanson a été classée 55e au classement AFI's 100 Years... 100 Songs des 100 plus grandes chansons du cinéma américain.

## Reprises
- 2015 : Priscilla Betti dans l'album Flashdance de la comédie musicale du même nom.
- 2018 : Timbalive (version salsa)

## Adaptations étrangères
- 1983 - Sylvie Vartan dans l'album Danse ta vie (version française Danse ta vie)
- 1983 - New Paradise & Tiffany (reprise de Danse ta vie)
- 1983 - De Strangers (version flamande Wa gon w' eten)
- 2002 - Priscilla Betti dans l'album Cette vie nouvelle (version française Cette vie nouvelle). C'est une de ses chansons les plus connues[2].
- 2016 - Caroline Costa

## Classements et certifications
| Classement (1983)                      | Meilleure position |
| -------------------------------------- | ------------------ |
| Afrique du Sud (Springbok Radio)       | 1                  |
| Allemagne (Media Control AG)           | 3                  |
| Australie (Kent Music Report)          | 1                  |
| Autriche (Ö3 Austria Top 40)           | 4                  |
| Belgique (Flandre Ultratop 50 Singles) | 22                 |
| Belgique (Flandre VRT Top 30)          | 20                 |
| Canada (50 Singles)                    | 1                  |
| Canada (Adult Contemporary)            | 1                  |
| Canada (CHUM)                          | 1                  |
| Espagne (AFYVE)                        | 1                  |
| États-Unis (Adult Contemporary)        | 4                  |
| États-Unis (Billboard Hot 100)         | 1                  |
| États-Unis (Cash Box)                  | 1                  |
| États-Unis (Hot Black Singles)         | 2                  |
| États-Unis (Hot Dance Club Play)       | 1                  |
| France (SNEP)                          | 1                  |
| Irlande (IRMA)                         | 2                  |
| Italie (FIMI)                          | 1                  |
| Japon (Oricon)                         | 1                  |
| Norvège (VG-lista)                     | 1                  |
| Nouvelle-Zélande (RMNZ)                | 1                  |
| Pays-Bas (Nederlandse Top 40)          | 13                 |
| Pays-Bas (Single Top 100)              | 17                 |
| Pologne (Classements Singles)          | 21                 |
| Royaume-Uni (UK Singles Chart)         | 2                  |
| Suède (Sverigetopplistan)              | 1                  |
| Suisse (Schweizer Hitparade)           | 1                  |

| Classement (1983)                | Position |
| -------------------------------- | -------- |
| Afrique du Sud (Springbok Radio) | 9        |
| Australie (Kent Music Report)    | 2        |
| Autriche (Ö3 Austria Top 40)     | 2        |
| Canada (Top Singles)             | 4        |
| États-Unis (Billboard Hot 100)   | 3        |
| États-Unis (Cash Box)            | 1        |
| Italie (FIMI)                    | 1        |
| Suisse (Schweizer Hitparade)     | 1        |

| Pays              | Certification | Date             | Ventes    |
| ----------------- | ------------- | ---------------- | --------- |
| Canada (CRIA)     | 2 × Platine   | 1er janvier 1984 | 20 000    |
| États-Unis (RIAA) | Or            | 17 juin 1983     | 500 000   |
| France (SNEP)     | Platine       | 1983             | 1 365 000 |
| Royaume-Uni (BPI) | Argent        | 1er mai 1983     | 200 000   |